# Plaza de Abū Yahyā
La plaza de Abū Yahyā es una plaza situada en el centro de la ciudad de Palma de Mallorca, en las Islas Baleares, España. Consiste en una bifurcación de la calle 31 de diciembre en otras dos calles, Francesc Suau y Alfonso el Magnánimo, que a su vez conforman las carreteras de Sóller (Ma-11) y Valldemosa (Ma-1110). Otras calles que se cruzan en la plaza son Rosselló i Caçador, Ausiàs March y Ticiano.
El nombre hace honor a Abú Yahya (árabe: ابو يحي محمد بن علي), quien fue el último valí musulmán de Mallorca. Gobernó la isla en nombre del Imperio almohade hasta la conquista de la isla por parte de Jaime I de Aragón en 1229.